# Bos primigenius primigenius
El uro euroasiático (Bos primigenius primigenius o Bos taurus primigenius) es una subespecie de mamífero artiodáctilo extinta perteneciente al género Bos, de la subfamilia Bovinae.
Se estima que apareció en la península ibérica hace 800 000 a 700 000 años y que posteriormente se extendió por el norte de Europa. Desapareció paulatinamente debido a la caza, el retroceso de los bosques y la domesticación. El último ejemplar conocido fue una hembra que murió en el antiguo bosque de Jaktorów (Polonia) en 1627.

## Taxonomía

### Historia de la clasificación taxonómica del uro

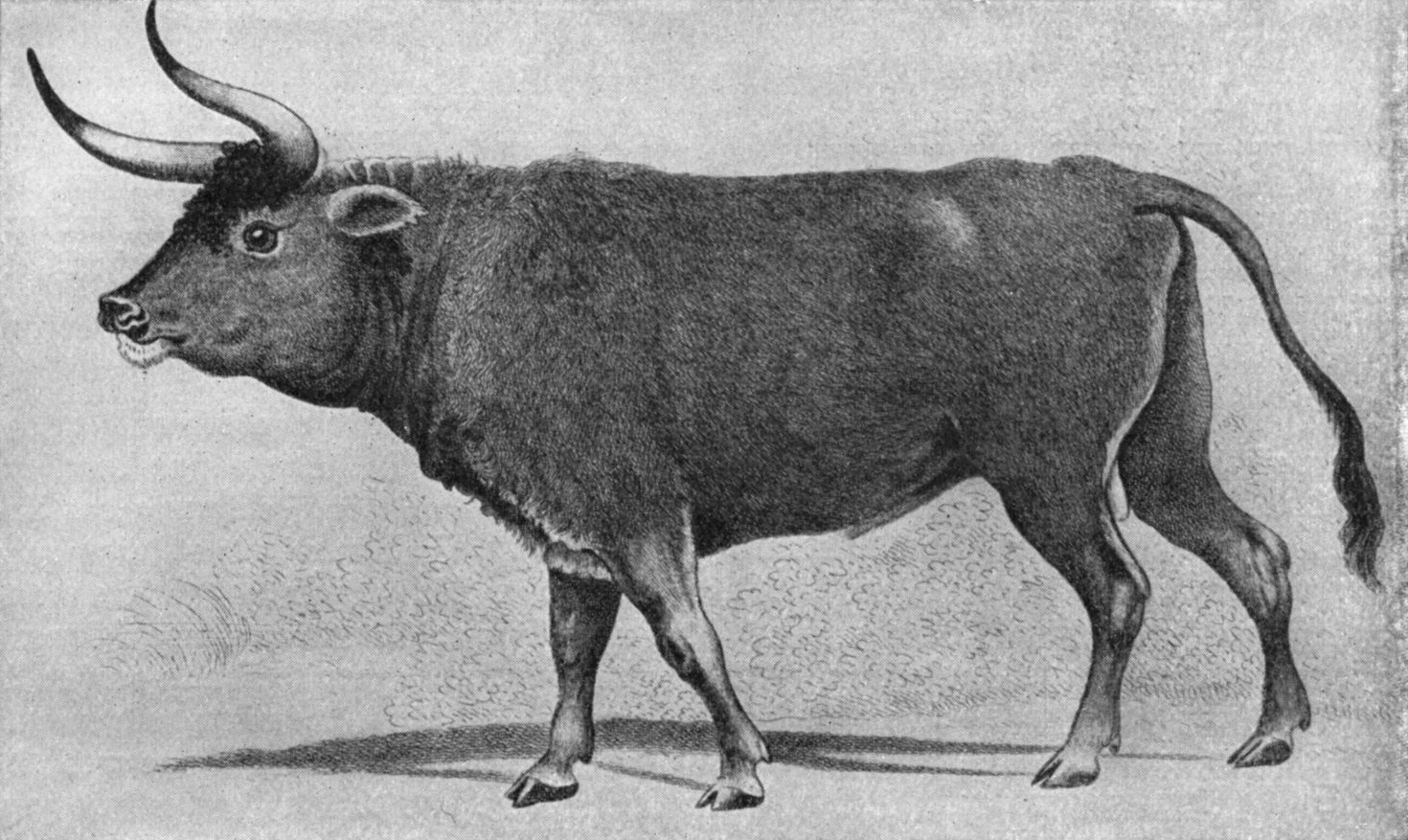
Grabado anónimo encontrado por el zoólogo británico H. Smith en Augsburgo en un anticuario, a principios del siglo. Al pie del grabado ponía thur, «toro» en polaco, último lugar donde vivieron uros en Europa.

Con relativa frecuencia, se tiende a confundir los uros con los bisontes europeos, pero son animales diferentes. Los primeros ejemplos de esta confusión los tenemos en la segunda mitad del siglo XVIII, cuando los naturalistas europeos comenzaron a realizar las primeras clasificaciones biológicas. El uro llevaba entonces extinto más de 100 años y el bisonte era cada vez más escaso, relegado a unas pocas bolsas de población en Rumanía, Polonia y el Cáucaso. En los países de Europa occidental no se guardaba información fiable sobre ninguno de los dos. Por ello, Carlos Linneo tuvo sus dudas y decidió pasar el tema por alto, nombrando al ganado doméstico como Bos taurus y al bisonte europeo como Bison bonasus.
Inmediatamente se generaron dos corrientes de naturalistas enfrentados: un grupo defendía la existencia de un único bovino salvaje europeo, considerando los antiguos uros y los bisontes como miembros de la misma especie. En consecuencia, se inclinaron por nombrar científicamente a ambos como Bison bonasus, nombre que también debían recibir las vacas y toros domésticos por ser sus descendientes. En contraposición, otros naturalistas exponían que las vacas y los bisontes eran animales claramente distintos y que por tanto, en la Europa de la antigüedad debieron existir dos especies de bovinos separadas, el bisonte europeo por un lado y el uro por el otro. A comienzos del siglo XIX, el descubrimiento, excavación y estudio de decenas de esqueletos de uros y bisontes diseminados por Europa resolvieron la polémica. Bojanus, uno de los naturalistas que hasta entonces habían defendido la hipótesis del bovino único, examinó un esqueleto de uro completo y se vio obligado a admitir que aquel animal era muy próximo al ganado doméstico pero no tanto al bisonte, por lo que nombró una especie nueva para el uro: Bos primigenius.
A finales del siglo XIX se decidió diferenciar otras dos subespecies para los uros del norte de África y la India, que fueron bautizados respectivamente como Bos primigenius mauretanicus (Thomas, 1881) y Bos primigenius namadicus (Falconer, 1859). La denominación Bos primigenius primigenius, por tanto, ha quedado en la actualidad como nombre para los uros de Europa y los uros de Oriente Medio.

### Evolución de su clasificación
De acuerdo con la publicación Mammal Species of the World la especie Bos taurus se subdivide en 3 subespecies: el uro (B. t. primigenius), el cebú B. t. indicus y el ganado doméstico (B. t. taurus).
La nomenclatura del uro es controvertida. A los bóvidos domésticos se les aplicó en nombre científico Bos taurus en el siglo XVIII, antes del desarrollo de la biología evolutiva. Con el posterior desarrollo de la misma, se reconoció la estrecha relación entre razas domésticas y silvestres, el estatus científico de las «especies» domésticas fue cuestionado, y la mayoría de los biólogos no las consideran más que formas domesticadas de las especies salvajes originales.

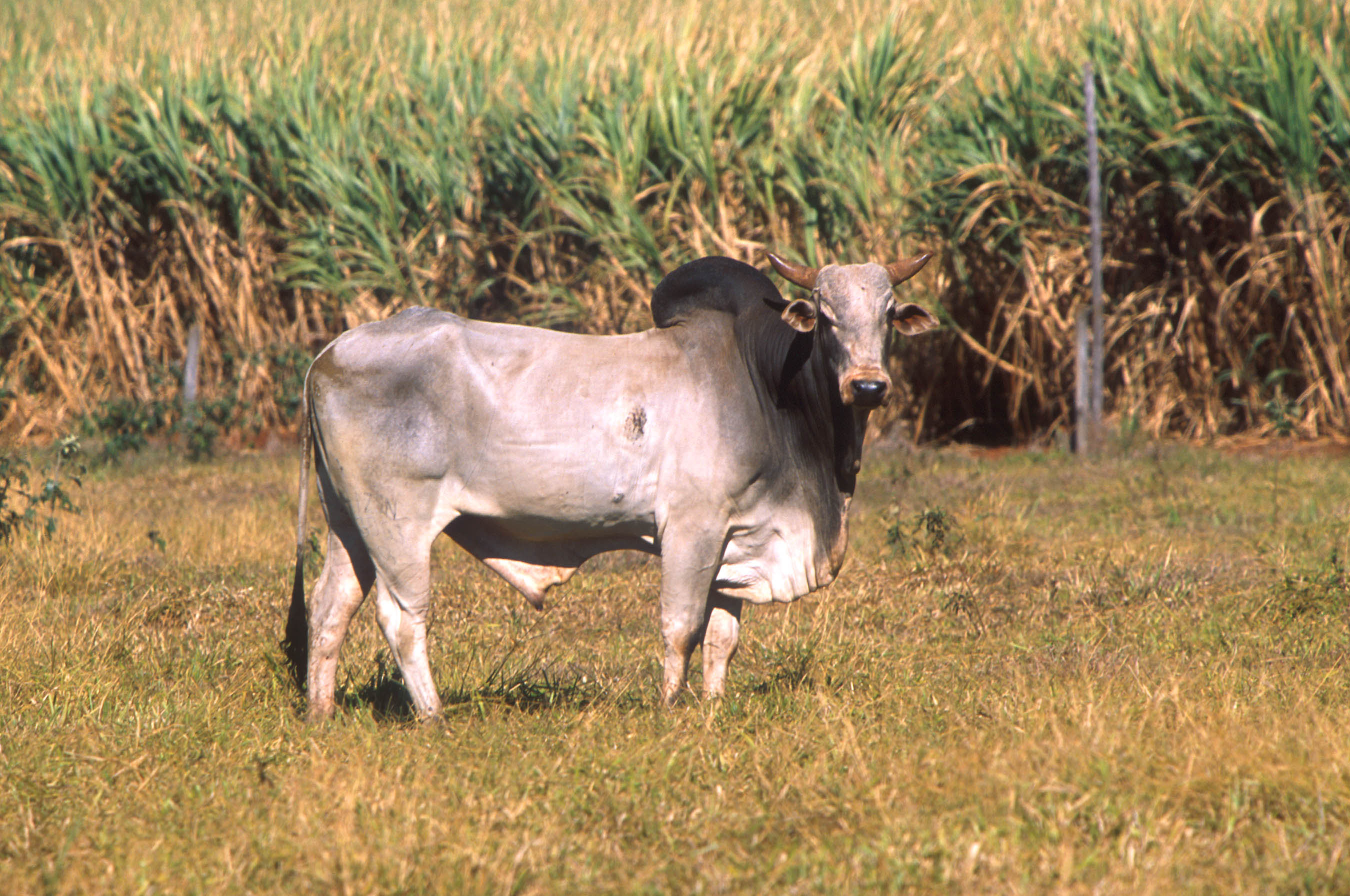
El cebú (Bos taurus indicus), una de las subespecies de Bos taurus.

Una especie está constituida por «grupos de poblaciones naturales, efectiva o potencialmente interfecundas, que están reproductivamente aisladas de otros grupos similares». En la actualidad, las «especies» domésticas se cruzan con sus especies parientes cuando tienen la ocasión. Según la CITES «Teniendo en cuenta que, por lo menos en cuanto a las razas primitivas de animales domésticos, éstas constituirían, por regla general, una entidad de reproducción con su especie ancestral, si tenían la oportunidad, la clasificación de animales domésticos como especies separadas no es aceptable. Es por eso que tratamos de definirlos como subespecies». Entonces se le dio a la nueva subespecie el nombre de la especie de origen, completado con el nombre de subespecie (que recupera la segunda parte del antiguo nombre de especie): Bos primigenius taurus. Pero algunos biólogos son reticentes a utilizar la noción de subespecie para un grupo domesticado. Desde un punto de vista evolutivo, la idea de especie o de subespecie está unida a la idea de selección natural, y no a una selección artificial.
La edición del año 2005 de Mammal Species of the World utilizaba para designar al uro y sus variantes domésticas el nombre de Bos taurus y no Bos primigenius. El nombre único es coherente con la idea según la cual existe una única especie. Pero el nombre utilizado no se ajusta a la decisión 2027 de la Comisión Internacional de Nomenclatura Zoológica, que decidió en 2003 utilizar Bos primigenius como nombre de la especie silvestre. En cuanto a la reagrupación de las formas domésticas y salvajes bajo un solo nombre de especie, la Comisión fue prudente y no resolvió el asunto de un modo definitivo, e indica que los taxonomistas que consideran el ganado doméstico una subespecie del uro silvestre deberían usar Bos primigenius taurus, y Bos taurus permanece disponible para los bovinos domésticos cuando sean considerados como una especie separada.
Originalmente, los bovinos con joroba o cebúes fueron considerados como una especie plena: Bos indicus. Este estatus ha sido revisado y actualmente son considerados como la subespecie Bos taurus indicus.

## Etimologías de los nombres vulgares
El vocablo «uro» proviene de la palabra que Julio César escuchó decir a los habitantes del bosque Hercínico, las antiguas tribus celtas de los helvecios, németes y ráuracos, para nombrar al toro salvaje: «...tertium est genus eorum qui "uri" apellantur, hi sunt magnitudine paulo infra elephantos, specie et colore et figura tauri ...» ('...Existe un tercer género que llaman "uro", poco más pequeño que un elefante, del color y forma del toro'... La guerra de las Galias).
Plinio, famoso naturalista romano, escribe lo siguiente acerca del uro y el bisonte: «...pauca contérmina illi Germania insigniata men "boum ferorum" genera, jubatos bisontes, excelletique vi et velocitate uros...» ('...Poco se sabe acerca de las clases de "bovinos salvajes" de Germania, bisontes lanudos, y uros fuertes y veloces...'). Más adelante, Plinio escribe lo siguiente acerca de estos bovinos: «...quibus imperitus vulgus bubalorum nomen imponit...» ('...Que la gente ignorante llama búfalos...'). Con esto, el autor deja en claro que es incorrecto llamar "búfalo" a estos animales.
Macrobio, funcionario romano del siglo V, escribe lo siguiente acerca del significado de "uro": «..."uri" enim Gallica vox est, qua feri boues significantur...» ('...Uri es una palabra del idioma Galo (De la antigua Galia), que significa "bovino/toro salvaje"...').
Isidoro de Sevilla en su obra "Etymologiarium" del siglo VI, escribe lo siguiente acerca del significado de la palabra "uro": «... se les llama "uros", por derivar de "oros" montaña...».
Conrad Gessner, describe en su libro, que la palabra de origen Galo "uro", cambió a "urochs", y que esta última, pasó al idioma germano como "auwerochs", porque los Suevos, Bávaros y otros Germanos cambian la letra "U" por "Au": «...Caeterum uri vocabulum in Gallica lingua, quae hodie sic vocatur, nunsquam invenio; in nostra vero retinetur, nusquam tamen simplex, sed in compositione pro sylvestri aut veteri aut principali; dicimus enim "urochs" (urum bouem), quem Suevi & Bavari & alij quidam Germani, "U" nostrum in "Au" mutari soliti "auwerochs" apellant...». 
(Conradi Gesneri Tigurini Historie Animalium Liber III De Quadrupedibus Viviparis.)
Los antiguos pueblos Sumero-Acadios llamaban al uro: "El buey/toro salvaje de las montañas" (Exploraciones en Turkestan, vol.2 1904).
Jhon Jhonstonus, en su obra Historiae Naturalis (1657), llama "wild ochsen" o "boves feris", tanto a los uros como a los bisontes.
En la biblia, el uro es llamado "reem" (buey salvaje): «...Sálvame de la boca del león, y óyeme librándome de los cuernos de los "bueyes salvajes"» Salmos 22:21

## Descripción
Bos primigenius primigenius

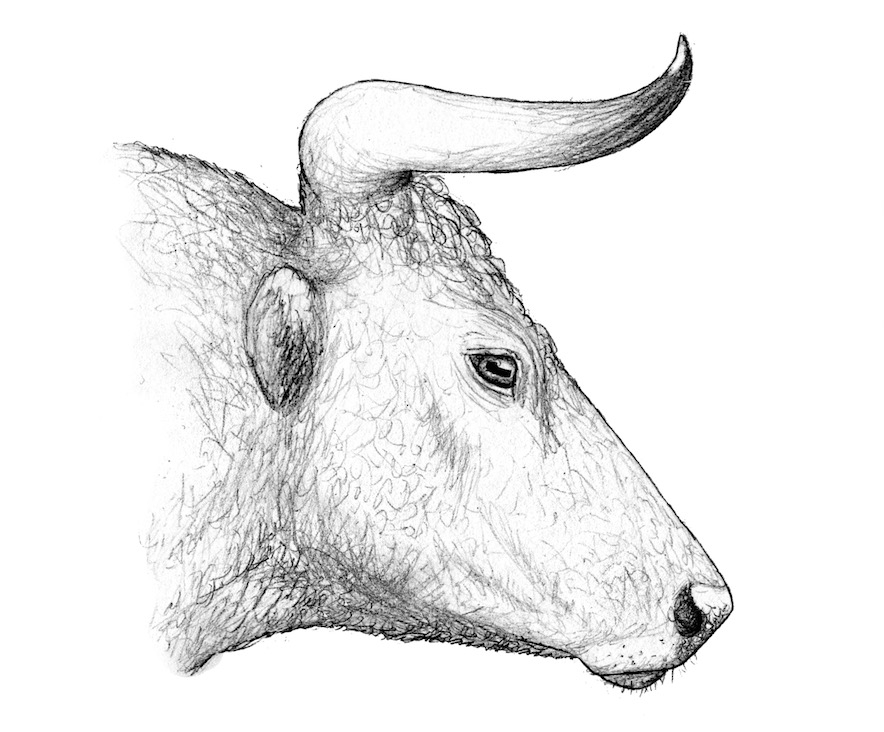
Fig. 1 Perfil del uro.

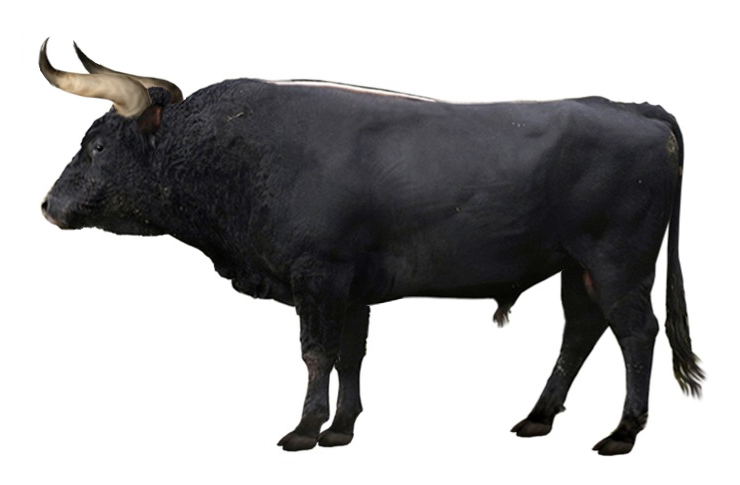
Reconstrucción de un uro encontrado en Braunschweig.

- Uro europeo: Los uros europeos eran animales con cuerpos robustos y espalda "gibosa" a consecuencia de las largas espinas vertebrales torácicas que poseían. La cabeza de estos animales era grande y más larga que la de la mayoría de los bovinos domésticos de hoy en día, con un perfil aproximado al de un triángulo escaleno (Fig.1). Vista de frente, la cabeza del uro adquiere la forma aproximada de un triángulo isósceles invertido, con base en el borde superior de la frente y con el vértice representado por la punta del hocico. Solo sobresalen de este patrón las cuencas de los ojos, las cuales tenían una forma cónica, proporcionaban protección a los globos oculares y eran más prominentes que las de los toros actuales. (Descripción basada en la morfología esquelética).

Estos animales tenían cuernos potentes de color blanco en la base y color negro en las puntas, los cuales podían llegar a medir hasta 100 cm, con la siguiente morfología: siguiendo la línea de la frente al inicio (hacia afuera), curvándose después hacia el frente, hacia adentro y hacia arriba tomando finalmente la apariencia de una lira antigua (Imagen 1), (T Van Vuuere).
Las extremidades, tanto las delanteras como las traseras, eran largas, lo cual seguramente les confería la gran velocidad que podían alcanzar.
La altura media a la cruz era de 160 a 180 cm en el caso de los machos (pudiendo llegar a los 2 metros) y 150 cm en las hembras. Por las descripciones de la época romana y medieval, parece que los uros de Europa, aun con pequeñas variaciones, tenían una capa de color oscura y uniforme, con una banda de pelo ligeramente más claro que se extendía por el dorso, desde la nuca a la cola, y el pelo de la frente, que era de color pardo a leonado. 

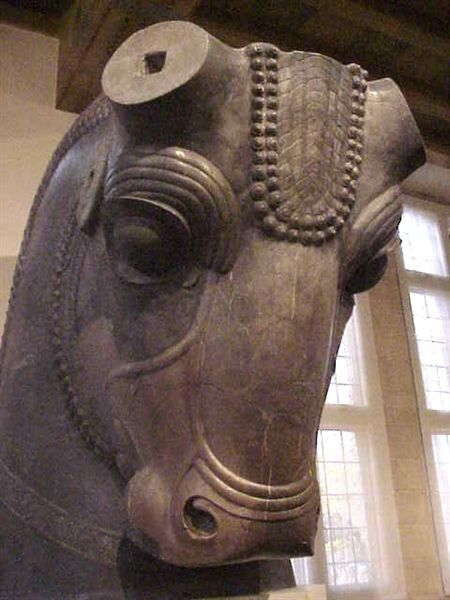
Imagen 3, escultura persa.

Imagen 1, Lira antigua.

- Uro del medio oriente: Algunas esculturas y representaciones pictóricas encontradas en los territorios que alguna vez pertenecieron a civilizaciones como la Sumeria o la Persa, sugieren que este animal no difería mucho del uro Europeo (Imagen 3). Sin embargo, existían diferencias genéticas entre estos; las cuales ya fueron mencionadas en la sección "subespecies".

Bos primigenius africanus
Existen algunas descripciones Griegas y Romanas del animal, en las cuales se habla de un bovino feroz, fuerte, y veloz, de pelaje rojo, ojos azul grisáceo y con un tamaño aproximado del doble del ganado griego normal.
Es plausible pensar entonces, que el uro africano, en general presentaba un color rojizo, aunque no se pueden determinar con certeza las demás características fenotípicas del mismo. Algunas representaciones egipcias muestran que tenía una morfología similar a la del uro europeo, siendo por tanto las únicas diferencias comprobables, el color del pelaje y el haplotipo mitocondrial.

Bos primigenius namadicus
Hasta el momento no hemos encontrado información descriptiva de este animal, muy probablemente exista alguna referencia en algún bestiario medieval o en algún libro Hindú antiguo como "Las vedas". Esperamos poder anexar la información a este artículo cuando sea encontrada.

## Comportamiento
Bos primigenius primigenius
- Uro europeo:

Al parecer, eran animales agresivos, capaces de atacar a cualquiera que no guardara la suficiente distancia: "...muy fuertes y rápidos, no dudan en atacar al hombre o animal que divisen..." (La guerra de las Galias).
Se agrupaban en manadas de tamaño variable compuestas por machos, hembras y sus crías, aunque los machos viejos tendían a abandonarlas para llevar a cabo una vida solitaria o en pequeños grupos. Según crónicas polacas del siglo XVI y XVII, país donde se extinguieron los últimos uros, la época de apareamiento tenía lugar en agosto y septiembre, y las crías nacían en mayo y junio. El hábitat de esta especie comprendía bosques de densidad variable y llanuras, siendo más numerosos en zonas con abundante vegetación arbustiva y agua. Se alimentaban de todo tipo de hojas, hierbas y ramas tiernas.
Probablemente eran animales con hábitos migratorios. Se sabe que las rutas por las que la "trashumancia" se lleva a cabo en España, eran originalmente vías migratorias del uro ibérico. Por tanto se puede pensar que los uros se movían cada cierto lapso de tiempo, tal y como lo hacen hoy en día el caribú en América y el ñú en África. 
Entre los depredadores se contaban leones (hasta antes de su extinción en Europa), lobos, y osos.
- Uro del medio oriente:

De nuevo podemos hacer alusión a la agresividad como característica principal de estos animales: "...Líbrame señor de la boca del león, y óyeme librándome de los cuernos de los uros..." (Salmo 22:21). 

Bos primigenius africanus
Por tercera ocasión, se habla de animales feroces, agresivos y rápidos, que atacaban a cualquier animal o persona que se atreviese a acercarse.
Habitaban los bosques que alguna vez cubrieron la región del norte de África.

Bos primigenius namadicus
No hemos encontrado información.

## Historia

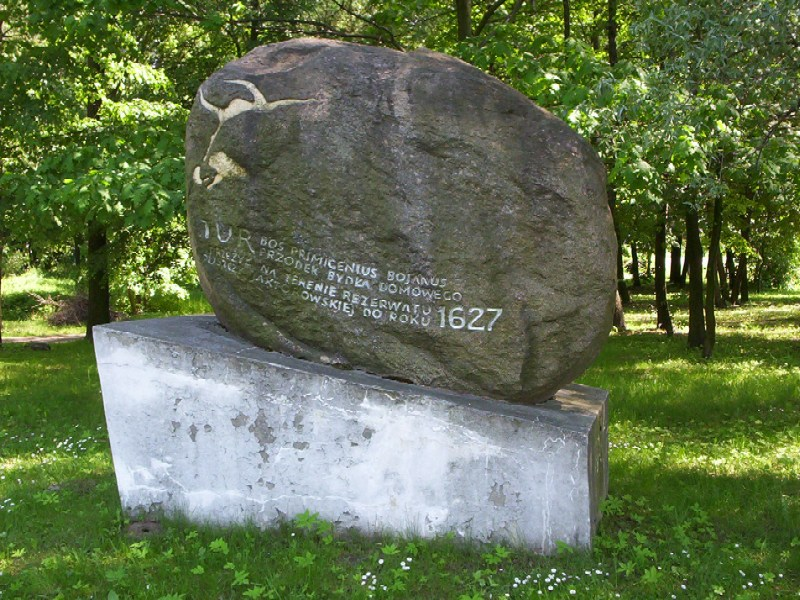
Monumento al último uro sobre la Tierra, sito en el bosque polaco de Jaktorów.

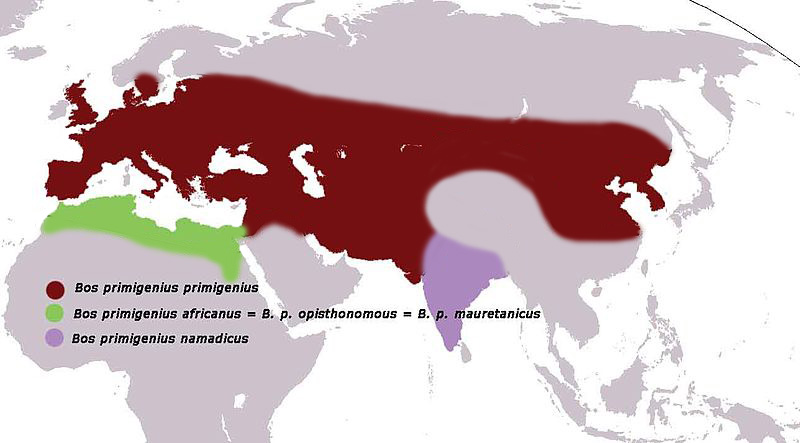
Fig.5 Mapa de la distribución mundial de las distintas subespecies de Bos primigenius, basado en una imagen del libro "Recreando al uro" de T Van Buuere.

Los primeros integrantes conocidos del género, Bos acutrifrons, proceden del Plioceno del Asia central, unos 2 millones de años atrás. Desde aquí se extendieron paulatinamente hacia el sur, el norte, el este y el oeste hasta llegar a los territorios de la India, Rusia, China, Medio oriente, África y Europa; dando origen al Bos primigenius y sus distintas subespecies: Bos primigenius namadicus en la India central, Bos primigenius mauretanicus en África y Bos primigenius primigenius en Asia, Europa y Medio oriente. (Fig.5)
Hace unos 700-800 000 años ya se documentan restos de Bos primigenius primigenius en la península ibérica, aunque tardarán bastante tiempo en adaptarse a las nuevas condiciones climáticas del Pleistoceno y poblar el norte de Europa, llegando a Alemania hace unos 250 000 años. Poco antes de terminar la era glacial, las tres subespecies de uros poblaban la mayor parte del territorio europeo (incluidas Gran Bretaña y el sur de Escandinavia), Oriente Medio hasta la India y Manchuria y todo el norte de África desde Marruecos hasta Egipto. Con la progresiva aridez del clima que se produjo a partir de principios del Holoceno, los uros quedaron relegados a Europa, el Magreb, norte de Mesopotamia y un núcleo poblacional aislado en la India central.

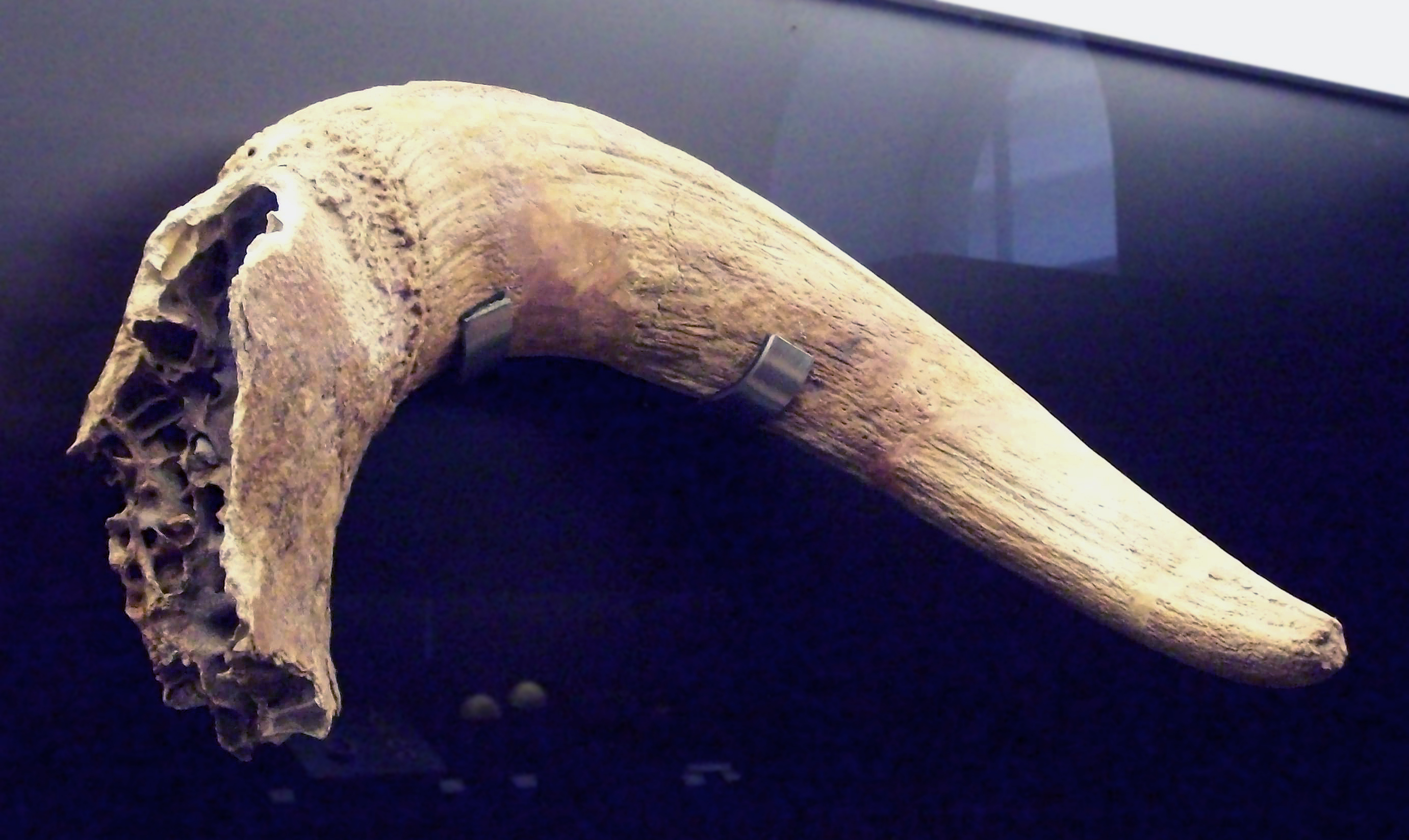
Cuerno de uro de 200.000 años AP (Pleistoceno superior) hallada en Rivas-Vaciamadrid (España).

La presión humana sobre el uro salvaje fue en aumento con el tiempo, pues seguía siendo cazado por su carne (se cree que esta fue la causa principal de su extinción en Gran Bretaña hacia el 1300 a. C.), pero su disminución se debió en su mayor parte a la tala de los bosques en que vivía para destinarlos a la agricultura y la competencia por los pastos con los nuevos toros y vacas domésticos. Antes de la época romana, el uro salvaje ya se había extinguido en las zonas más urbanizadas del norte de África, las costas del Mediterráneo, Mesopotamia y la India, aunque las poblaciones del norte de Italia aún surtían con cierta regularidad los circos romanos durante la época del Imperio. En la baja Edad Media solo persistía la subespecie europea, relegada a una pequeña zona al este de Alemania y en el siglo XVI ya no se tiene constancia de que existiese fuera de los bosques de Jaktorów y Wiskitki, en Polonia (aunque algunos datos hablan de uros en Suecia hasta 1555). En 1476 la propiedad de esos bosques y el derecho a cazar en ellos pasó a la familia real polaca, con lo que la muerte de un uro se convirtió en un privilegio del rey. El mimo con que se criaba a los uros durante el reinado de Segismundo I el Viejo y su sucesor resulta chocante: estaban vigilados constantemente para que no fueran molestados por los hombres o los animales salvajes, y en invierno se les alimentaba con heno. Los reyes posteriores no fueron tan cuidadosos, aunque siguieron cazándolos.
Varios censos reales reflejan la lenta e inexorable disminución de los toros salvajes polacos. El primero de los censos, en 1564, contabilizó 38 animales en Jaktorów y Witkiski; en 1566 solo quedaban 24, y en 1602 apenas se encontraban 5 animales en Jaktorów, 4 machos que fueron cazados en los 20 años siguientes y una hembra a la que se indultó, muriendo por causas naturales en 1627.

## Procesos de domesticación
Los análisis genéticos de diferentes razas de vacas actuales han confirmado que la domesticación de este animal no ocurrió en un solo lugar ni a partir de una única población. Los primeros vestigios de domesticación del uro proceden de Grecia y tienen unos 8500 años de antigüedad; poco tiempo después se domesticaron los uros en la India, que darían lugar más tarde al cebú B. taurus indicus, y en Asiria, desde donde se exportaron a Mesopotamia, Anatolia, Canaán y Egipto. A partir del primer milenio antes de Cristo se tiene constancia de que la subraza del Magreb había sido domesticada e introducida en la península ibérica a través del estrecho de Gibraltar.

## Intentos de «recrear» al uro

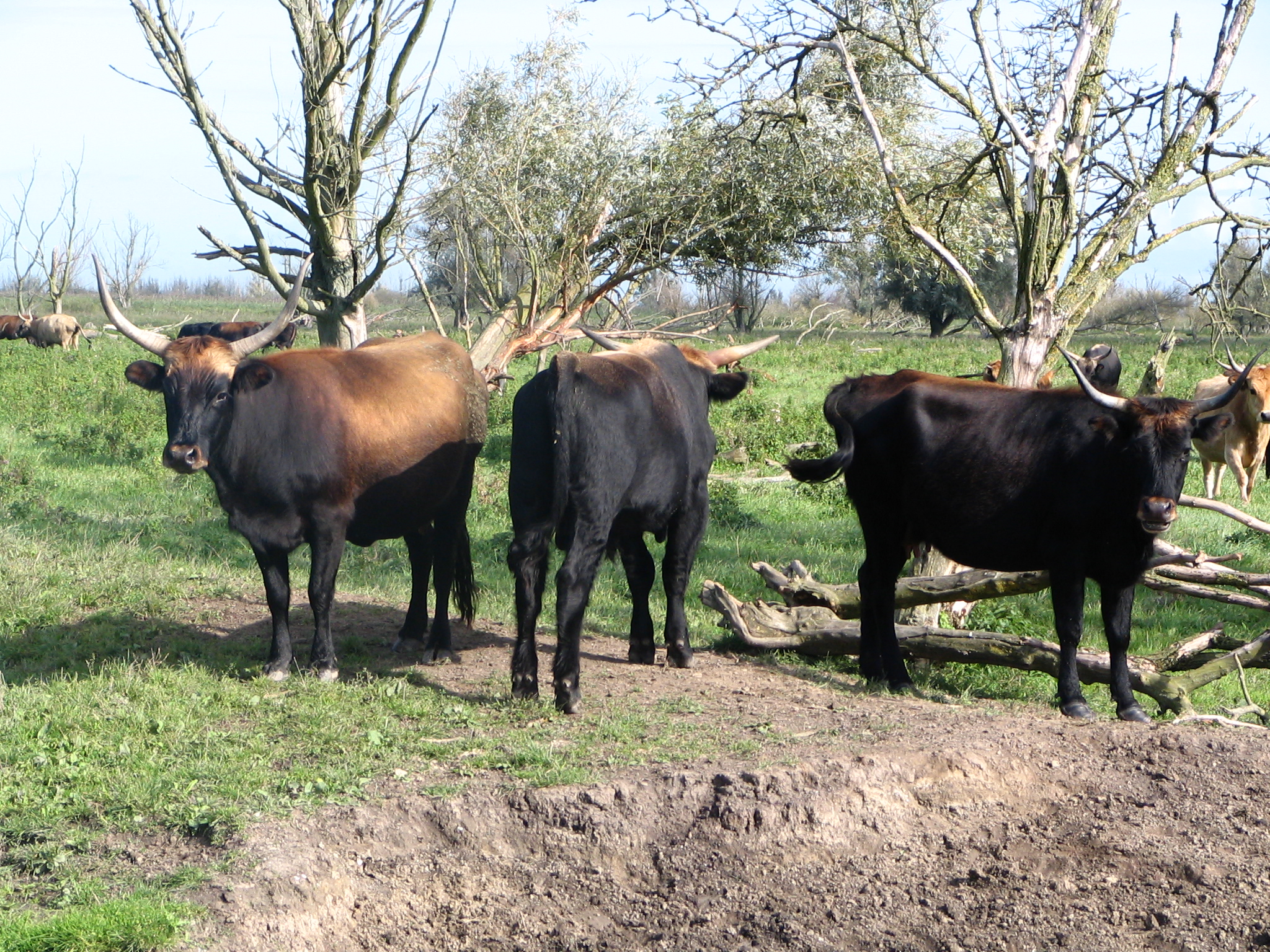
Grupo de bovinos de Heck en una granja alemana.

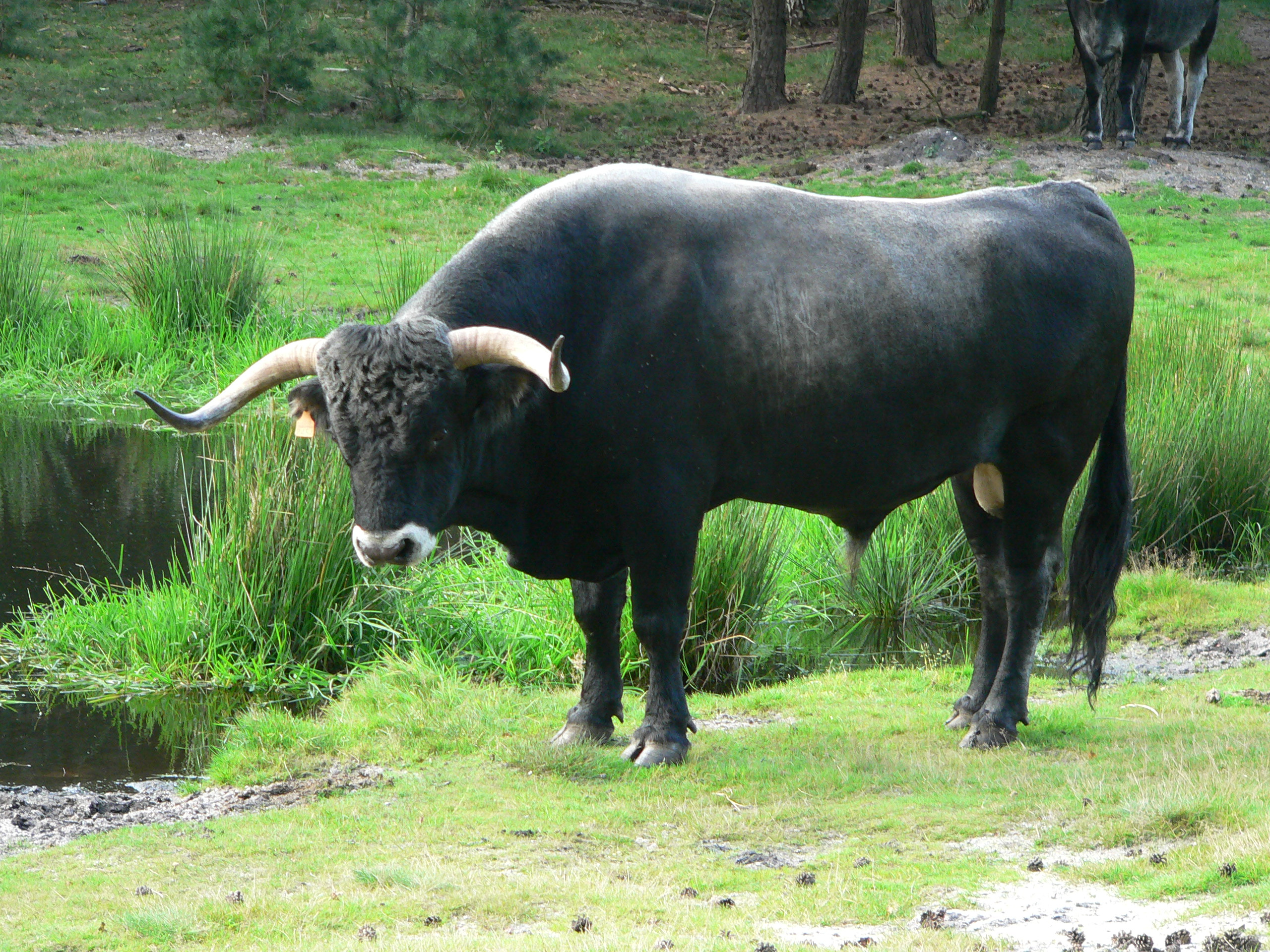
Toro tudanco en Johannahoeve, Holanda. La fundación danesa Stichting Taurus cría esta y otras razas para acercarse fenotípica, genotípica y ecológicamente lo más posible a los uros.

En 1920, los hermanos alemanes Lutz y Heinz Heck se propusieron «recrear» el extinto Bos primigenius primigenius mediante cruces de distintas razas de ganado vacuno, intentando potenciar los rasgos más típicos de los uros en cada nueva generación. El resultado fue la aparición del «uro de Heck» o simplemente el más aconsejado «bovino de Heck», una nueva raza grande, robusta, de largos cuernos y pelo negro o pardo que puede verse en distintos zoológicos del mundo como curiosidad. 
Sin embargo, las críticas se han vertido sobre estos animales prácticamente desde que el primer «toro de Heck» viera la luz. Varias de las supuestas características primitivas potenciada por los Heck no eran tales en realidad, sino fruto de concepciones erróneas de los criadores. Se da el caso de que esta raza tiene, incluso, menos características físicas urinas que otras domésticas. En distintos lugares la propia selección natural ha hecho que varias razas de distintos lugares confluyan en animales que se asemejan más a los primigenios uros que los bovinos de Heck.
De hecho, Van Vuure llega a sugerir incluso que los toros de lidia son el más urino de los descendientes de los uros, más incluso que el bovino de Heck, al que considera un experimento fallido de uro recreado por cría selectiva en algunos zoológicos durante el siglo XX, y que hoy están siendo introducidos erróneamente en reservas naturales de los Países Bajos y Alemania. A pesar del empeño puesto en la selección, estos supuestos uros modernos siguen presentando en la actualidad una complexión más ligera de la esperada, tamaño erróneo, cuernos de longitud variable y coloración no siempre correcta. En el aspecto temperamental, los uros recreados se encuentran en una situación aún peor, ya que son incapaces de encontrar alimento suficiente en invierno o defenderse de los lobos. Por esta y otras razones, los críticos de los Heck consideran su experimento fallido, consistente en un simple grupo de vacas sacadas del establo y puestas a pastar en bosques y praderas. El profesor Z. Pucek, responsable del programa de recuperación del bisonte europeo en el bosque de Bialowieza (Polonia), ha llegado incluso a definir al toro de los Heck como «la mayor estafa científica del siglo XX» y se ha negado en rotundo a la introducción de unas cuantas cabezas en la reserva. Sin embargo a pesar de la crítica la primera introducción de raza Heck se llevó a cabo en la reserva natural Oostvaardersplassen, Países Bajos en 1983, en la cual han sobrevivido de manera natural consiguiendo alimento y soportando las inclemencias del clima.
Hoy en día, programas serios como el TaurOs project, intentan recrear al uro, basados en datos genéticos y morfológicos precisos del animal. Para ello, se dará más peso a otras razas de características primitivas como la pajuna andaluza, la tudanca cántabra, la sayaguesa zamorana, la maremana italiana, la highland escocesa, la esteparia húngara, las enanas de Córcega y Turquía, el toro de la Camarga y la maronesa de Portugal.

## El uro en la cultura
Una muestra de una poesía que fue expresamente dedicada al uro, el cual se enamoró de Circe:
El Uro no tiene miedo
y posee grandes cuernos.
Un habitante solitario del páramo
es un animal valiente.